# Nati il 20 febbraio

## XIV secolo(1)
- 1358 - Eleonora d'Aragona, regina († 1382)

## XV secolo(1)
- 1469 - Tommaso De Vio, cardinale italiano († 1534)

## XVI secolo(5)
- 1523 - Jan Blahoslav, umanista, linguista e compositore ceco († 1571)
- 1543 - Kōsa, monaco buddista giapponese († 1592)
- 1549 - Francesco Maria II della Rovere, condottiero italiano († 1631)
- 1552 - Sengoku Hidehisa, militare giapponese († 1614)
- 1574 - Elisabetta di Lorena, principessa francese († 1635)

## XVII secolo(12)
- 1621 - Philip Herbert, V conte di Pembroke, nobile inglese († 1669)
- 1632 - Thomas Osborne, I duca di Leeds, nobile e politico inglese († 1712)
- 1646 - Gianfrancesco II Gonzaga, nobile italiano († 1703)
- 1651 - Filippo Pasquali, pittore italiano († 1697)
- 1654 - George Churchill, nobile, politico e ammiraglio inglese († 1710)
- 1659 - Nicola Gaetano Spinola, cardinale e arcivescovo cattolico italiano († 1735)
- 1667 - Leopold Matthias von Lamberg, principe e politico austriaco († 1711)
- 1668 - Giovanni Battista Cotta, presbitero e scrittore italiano († 1738)
- 1676 - Jean Balon, danzatore francese († 1710)
- 1680 - Federico Guglielmo Adolfo di Nassau-Siegen, principe tedesco († 1722)
- 1680 - Anton Maria Zanetti, incisore, critico d'arte e mercante d'arte italiano († 1767)
- 1698 - Bernardo Tanucci, giurista e politico italiano († 1783)

## XVIII secolo(44)
- 1705 - Nicolas Chédeville, oboista e compositore francese († 1782)
- 1707 - Mathieu-François Pidansat de Mairobert, scrittore e giornalista francese († 1779)
- 1726 - William Prescott, ufficiale statunitense († 1795)
- 1727 - Vito Maria Giovenazzi, abate, archeologo e filologo italiano († 1805)
- 1728 - Gregorio Alessandri, vescovo cattolico italiano († 1802)
- 1729 - Fëdor Grigor'evič Volkov, attore teatrale russo († 1763)
- 1733 - Szymon Bogumił Zug, architetto tedesco († 1807)
- 1734 - Franz Beck, compositore tedesco († 1809)
- 1736 - Pietro Giarrè, pittore italiano
- 1743 - James Gandon, architetto irlandese († 1823)
- 1744 - Marie-Alexandre Guénin, compositore e violinista francese († 1835)
- 1744 - Alessandro Mattei, cardinale, arcivescovo cattolico e nobile italiano († 1820)
- 1745 - Stephen Fox, II barone Holland, nobile inglese († 1774)
- 1745 - Johann Peter Salomon, violinista e compositore tedesco († 1815)
- 1749 - Georg Karl von Fechenbach, vescovo cattolico tedesco († 1808)
- 1750 - Giuseppe Raffaelli, avvocato e giurista italiano († 1826)
- 1751 - Johann Heinrich Voss, poeta e traduttore tedesco († 1826)
- 1752 - Johann Carl Wilhelm Voigt, geologo tedesco († 1821)
- 1755 - Stephen Rochefontaine, militare statunitense († 1814)
- 1756 - Angelica Schuyler Church, statunitense († 1814)
- 1757 - John Fuller, politico e filantropo britannico († 1834)
- 1759 - Johann Friedrich Flatt, filosofo e teologo tedesco († 1821)
- 1759 - Johann Christian Reil, psichiatra, anatomista e fisiologo tedesco († 1813)
- 1760 - Giuseppe Pronio, generale italiano († 1804)
- 1763 - Vincenzo Dalberti, presbitero e politico svizzero († 1849)
- 1763 - Vojtech Matyáš Jírovec, compositore ceco († 1850)
- 1768 - Pulteney Malcolm, ammiraglio britannico († 1838)
- 1769 - Hamengkubuwono III, sovrano indonesiano († 1814)
- 1772 - Isaac Chauncey, militare statunitense († 1840)
- 1773 - Ferdinando Paini, compositore italiano
- 1774 - Gabriel Fabre, generale, politico e nobile francese († 1858)
- 1775 - Guy-Victor Duperré, ammiraglio francese († 1846)
- 1779 - Luigi Zandomeneghi, scultore italiano († 1850)
- 1782 - Friedrich Ernst Ludwig von Fischer, botanico russo († 1854)
- 1783 - José María Aguirre, patriota argentino († 1847)
- 1784 - Giambattista Bassi, pittore italiano († 1852)
- 1785 - Carlo di Hohenzollern-Sigmaringen, principe († 1853)
- 1788 - Giuseppe Cosenza, cardinale e arcivescovo cattolico italiano († 1863)
- 1789 - Eleuterio Felice Foresti, patriota e diplomatico italiano († 1858)
- 1791 - Émile Deschamps, poeta francese († 1871)
- 1792 - Eliza Courtney, nobildonna inglese († 1859)
- 1796 - Lázár Mészáros, generale ungherese († 1858)
- 1798 - Adolf Ferdinand Wenceslaus Brix, matematico tedesco († 1870)
- 1800 - Mary Ann M'Clintock, attivista statunitense († 1884)

## XIX secolo(188)
- 1802 - Charles Auguste de Bériot, violinista e compositore belga († 1870)
- 1803 - Friedrich Theodor Fröhlich, compositore svizzero († 1836)
- 1803 - Henry Stanberry, politico statunitense († 1881)
- 1804 - Johann Anton Friedrich Baudri, teologo e vescovo cattolico tedesco († 1893)
- 1805 - Michele Alberto Bancalari, fisico italiano († 1864)
- 1805 - Angelina Grimké, attivista statunitense († 1879)
- 1806 - Antonio Colomberti, attore teatrale e scrittore italiano († 1892)
- 1806 - Emanuel Dubský z Třebomyslic, politico, imprenditore e nobile boemo († 1881)
- 1806 - Johannes von Kuhn, presbitero e teologo tedesco († 1887)
- 1807 - Ernest Bazin, dermatologo francese († 1878)
- 1807 - John Leonard Riddell, botanico, chimico e medico statunitense († 1865)
- 1808 - Pierre Dumoulin-Borie, vescovo cattolico e missionario francese († 1838)
- 1809 - James Grimston, II conte di Verulam, nobile e politico inglese († 1895)
- 1809 - Pietro Racchetti, pittore italiano († 1853)
- 1810 - Henri Martin, storico, scrittore e politico francese († 1883)
- 1811 - Henry Hastings Sibley, politico statunitense († 1891)
- 1815 - Louis Le Chatelier, ingegnere francese († 1873)
- 1816 - Robert Jocelyn, visconte Jocelyn, politico e ufficiale irlandese († 1854)
- 1819 - Alexandre Beauprêtre, militare francese († 1864)
- 1819 - Alfred Escher, politico e dirigente d'azienda svizzero († 1882)
- 1819 - Rudolf Löwenstein, scrittore tedesco († 1891)
- 1820 - Gustave Nadaud, poeta francese († 1893)
- 1820 - Nicola Palizzi, pittore italiano († 1870)
- 1821 - Niccolò Cusa, prefetto e politico italiano († 1893)
- 1821 - Ferenc Storno, architetto e restauratore ungherese († 1907)
- 1822 - Henry Fowle Durant, avvocato e filantropo statunitense († 1881)
- 1823 - Vincenzo Sprovieri, avvocato, militare e politico italiano († 1895)
- 1825 - Tullio Brugnatelli, chimico e politico italiano († 1906)
- 1825 - William Allen Butler, scrittore e avvocato statunitense († 1902)
- 1826 - Ivannicius, religioso russo († 1900)
- 1826 - Teodoro Salzillo, patriota italiano († 1904)
- 1828 - Charles Wimar, pittore e illustratore statunitense († 1862)
- 1829 - Luigi Andreotti, militare italiano († 1871)
- 1829 - Antonio Guzmán Blanco, politico venezuelano († 1899)
- 1829 - Joseph Jefferson, attore e attore teatrale statunitense († 1905)
- 1829 - Odo Russell, I Barone Ampthill, diplomatico inglese († 1884)
- 1830 - Carlo Boni, naturalista e archeologo italiano († 1894)
- 1831 - Arthur Ranc, giornalista e politico francese († 1908)
- 1831 - Patrick John Ryan, arcivescovo cattolico irlandese († 1911)
- 1832 - Achille Longo, pianista e compositore italiano († 1919)
- 1833 - Eduard Hagenbach-Bischoff, fisico svizzero († 1910)
- 1835 - Alessandro D'Ancona, storico della letteratura, filologo e giornalista italiano († 1914)
- 1835 - Antonio Gandolfi, politico e militare italiano († 1902)
- 1835 - Robert Hart, I Baronetto, diplomatico britannico († 1911)
- 1836 - Casimir de Candolle, botanico svizzero († 1918)
- 1836 - Harald Scharff, ballerino e attore teatrale danese († 1912)
- 1837 - Éleuthère Mascart, fisico e meteorologo francese († 1908)
- 1838 - Giulia Civinini Arrighi, educatrice italiana († 1907)
- 1838 - Alberto Lepidi, religioso, teologo e filosofo italiano († 1925)
- 1842 - Joseph Victor Widmann, scrittore, giornalista e critico letterario svizzero († 1911)
- 1843 - Antonio Gui, politico e magistrato italiano († 1919)
- 1843 - Claud Hamilton, politico britannico († 1925)
- 1844 - Ludwig Boltzmann, fisico, matematico e filosofo austriaco († 1906)
- 1844 - Ernesto Monaci, filologo italiano († 1918)
- 1844 - Mihály Munkácsy, pittore ungherese († 1900)
- 1844 - Joshua Slocum, navigatore e scrittore statunitense († 1909)
- 1844 - Annie Swynnerton, pittrice britannica († 1933)
- 1845 - Rosalind Howard, nobildonna e attivista inglese († 1921)
- 1847 - Pietro Cantini, architetto italiano († 1929)
- 1847 - Giacinto Pannella, presbitero, storico e bibliografo italiano († 1927)
- 1849 - Leon Barszczewski, geografo, etnografo e militare polacco († 1910)
- 1849 - Ivan Gešov, politico bulgaro († 1924)
- 1850 - Wilhelm Braune, filologo e filosofo tedesco († 1926)
- 1851 - Giuseppe Martino, magistrato e politico italiano († 1933)
- 1853 - Sidney Herbert, XIV conte di Pembroke, nobile e politico britannico († 1913)
- 1855 - Giuseppe Trischitta, filologo, storico e poeta italiano († 1931)
- 1857 - Leonida Bissolati, politico italiano († 1920)
- 1858 - Dante Bertelli, anatomista italiano († 1946)
- 1858 - Howard Atwood Kelly, ginecologo statunitense († 1943)
- 1858 - Alexander Koenig, zoologo, naturalista e ornitologo tedesco († 1940)
- 1858 - Gottlob Linck, mineralogista, geologo e cristallografo tedesco († 1947)
- 1858 - Viktor Parma, compositore sloveno († 1924)
- 1859 - Giuseppe Ridolfi, arcivescovo cattolico italiano († 1925)
- 1860 - Luigi Anelli, letterato, editore e archeologo italiano († 1944)
- 1861 - Mary Gaunt, scrittrice e giornalista australiana († 1942)
- 1862 - Luigi Basso, politico italiano († 1950)
- 1862 - Alexander Ludovic Duff, ammiraglio inglese († 1933)
- 1862 - Émile Fisseux, arciere francese († 1916)
- 1862 - Clement Mitchell, calciatore e crickettista inglese († 1937)
- 1862 - Edward O'Connor, attore irlandese († 1932)
- 1863 - Lucien Pissarro, pittore e incisore francese († 1944)
- 1864 - Henry Rawlinson, I barone Rawlinson, generale britannico († 1925)
- 1865 - William McCrum, calciatore irlandese († 1932)
- 1867 - Dionisio Anzilotti, giurista e docente italiano († 1950)
- 1867 - Luisa, principessa reale, nobile inglese († 1931)
- 1868 - Pompeu Fabra, linguista spagnolo († 1948)
- 1868 - Richard Hesse, zoologo tedesco († 1944)
- 1869 - George Caridia, tennista britannico († 1937)
- 1870 - Pieter Cornelis Boutens, poeta olandese († 1943)
- 1870 - Johann Baptist Moroder, scultore austriaco († 1932)
- 1871 - Boris Galërkin, matematico e ingegnere sovietico († 1945)
- 1871 - Virginia Guerrini, mezzosoprano italiano († 1948)
- 1871 - Michele Romano, avvocato e politico italiano († 1948)
- 1871 - Romolo Ubertalli, pittore italiano († 1928)
- 1872 - William Lygon, VII conte Beauchamp, politico e nobile britannico († 1938)
- 1873 - Adolfo Cetto, bibliotecario italiano († 1963)
- 1874 - Salvatore Cardillo, compositore italiano († 1947)
- 1874 - Mary Garden, soprano britannico († 1967)
- 1875 - Virginio Cavallini, militare e ingegnere italiano († 1944)
- 1875 - Marie Marvingt, aviatrice e sportiva francese († 1963)
- 1876 - Fëdor Stepanovič Akimenko, musicista ucraino († 1945)
- 1876 - Hertha von Hagen, attrice austriaca († 1962)
- 1876 - Angelo Omodeo, ingegnere e funzionario italiano († 1941)
- 1876 - Giuseppe della Gherardesca, politico italiano († 1968)
- 1877 - André Lambert, calciatore francese († 1901)
- 1878 - John Joseph Gabriel O'Byrne, militare francese († 1917)
- 1878 - Humphrey Owen Jones, alpinista e chimico inglese († 1912)
- 1878 - Domenico Pacini, fisico e meteorologo italiano († 1934)
- 1878 - Gustav Rau, ostacolista tedesco
- 1879 - Fidenzio Dall'Ora, militare e politico italiano († 1961)
- 1879 - Leonora Jackson McKim, violinista statunitense († 1969)
- 1879 - Ernest Moreau de Melen, calciatore belga († 1968)
- 1879 - Umberto Ricci, economista e statistico italiano († 1946)
- 1879 - Hod Stuart, hockeista su ghiaccio canadese († 1907)
- 1880 - Jacques d'Adelswärd-Fersen, nobile, scrittore e poeta francese († 1923)
- 1880 - Otto Christman, calciatore canadese († 1963)
- 1881 - Jānis Balodis, generale e politico lettone († 1965)
- 1881 - Bernard Gravier, schermidore francese († 1923)
- 1882 - Margarethe Hardegger, sindacalista svizzera († 1963)
- 1882 - Nicolai Hartmann, filosofo tedesco († 1950)
- 1883 - Lucie Höflich, attrice e insegnante tedesca († 1956)
- 1883 - Frédéric Lazard, scacchista e compositore di scacchi francese († 1948)
- 1883 - Naoya Shiga, scrittore giapponese († 1971)
- 1884 - Pietro Abbo, politico e partigiano italiano († 1974)
- 1884 - Gino Baldo, fumettista e illustratore italiano († 1961)
- 1885 - Vittorio Cini, politico e imprenditore italiano († 1977)
- 1885 - George Wall, calciatore inglese († 1962)
- 1885 - Roland West, regista statunitense († 1952)
- 1886 - Jørgen Andersen, ginnasta norvegese († 1973)
- 1886 - Alfredo Biagini, scultore e ceramista italiano († 1952)
- 1886 - Josef Bělka, calciatore boemo († 1944)
- 1886 - Frano Gjini, vescovo cattolico e beato albanese († 1948)
- 1886 - Takuboku Ishikawa, poeta giapponese († 1912)
- 1886 - Béla Kun, politico ungherese († 1938)
- 1886 - Luciano Morpurgo, fotografo, editore e scrittore italiano († 1971)
- 1887 - Carl Ebert, attore, regista e direttore teatrale tedesco († 1980)
- 1887 - Robert Firth, calciatore e allenatore di calcio inglese († 1966)
- 1887 - Santi Quasimodo, generale italiano († 1945)
- 1888 - Georges Bernanos, scrittore francese († 1948)
- 1888 - Bruno Cantalamessa, attore e cantante italiano († 1964)
- 1888 - Martin Hawkins, ostacolista statunitense († 1959)
- 1888 - Marie Rambert, ballerina polacca († 1982)
- 1889 - Hulusi Behçet, dermatologo turco († 1948)
- 1889 - Vigilio De Grassi, architetto e urbanista italiano († 1967)
- 1889 - Laureano Gómez Castro, politico colombiano († 1965)
- 1889 - Karl Schrenk, calciatore austriaco († 1969)
- 1890 - Victoria Gucovsky, educatrice, scrittrice e giornalista argentina († 1969)
- 1890 - Russell Hall, giocatore di curling canadese († 1956)
- 1890 - Sam Rice, giocatore di baseball statunitense († 1974)
- 1890 - Alma Richards, altista statunitense († 1963)
- 1891 - Edith McKay, scrittrice e infermiera australiana († 1963)
- 1891 - Romola de Pulszky, nobildonna e biografa ungherese († 1978)
- 1893 - Mario Bellusi, poeta, incisore e fotografo italiano († 1955)
- 1893 - Russel Crouse, scrittore statunitense († 1966)
- 1893 - Martin Johansen, calciatore norvegese († 1989)
- 1893 - Gabrielle Petit, infermiera e partigiana belga († 1916)
- 1893 - Stavro Vinjau, politico e avvocato albanese († 1975)
- 1894 - Enrico Arrigoni, anarchico italiano († 1986)
- 1894 - Consalvo Ceci, politico italiano († 1948)
- 1894 - Bokuzen Hidari, attore giapponese († 1971)
- 1894 - Jarosław Iwaszkiewicz, scrittore polacco († 1980)
- 1894 - Károly Kaszala, aviatore austro-ungarico († 1932)
- 1894 - Tecla Merlo, religiosa italiana († 1964)
- 1894 - Alfredo Pizzoni, politico e militare italiano († 1958)
- 1894 - Ivan Puni, pittore russo († 1956)
- 1894 - Curt Richter, biologo statunitense († 1988)
- 1895 - Giuseppe Bifolchi, partigiano e anarchico italiano († 1978)
- 1896 - Henri-Marie de Lubac, gesuita, teologo e cardinale francese († 1991)
- 1896 - Emil Vodder, fisioterapista danese († 1986)
- 1897 - Ivan Albright, pittore statunitense († 1983)
- 1897 - Maurilio Bossi, militare italiano († 1918)
- 1898 - Cristiano di Schaumburg-Lippe, principe tedesco († 1974)
- 1898 - Jessica Daves, editrice statunitense († 1974)
- 1898 - Enzo Ferrari, imprenditore, dirigente sportivo e pilota automobilistico italiano († 1988)
- 1898 - Anton Julen, sciatore di pattuglia militare svizzero († 1982)
- 1898 - Semën Davidovič Kirlian, scienziato, inventore e fotografo russo († 1978)
- 1898 - Josef Kürzinger, presbitero tedesco († 1984)
- 1898 - Francisco Matarazzo Sobrinho, mecenate, imprenditore e politico brasiliano († 1977)
- 1898 - Jimmy Yancey, pianista, compositore e cantante statunitense († 1951)
- 1899 - Richard Cutts Fairfield, militare statunitense († 1918)
- 1899 - Mario Giordani, chimico italiano († 1966)
- 1899 - Alfons Julen, sciatore di pattuglia militare e fondista svizzero († 1988)
- 1899 - Mohammad Hassan Mirza, persiano († 1943)
- 1899 - Muhammad Abdel Moneim, principe egiziano († 1979)
- 1899 - Pinin Pacòt, scrittore italiano († 1964)
- 1900 - Sanshi Imai, micologo giapponese († 1976)
- 1900 - Bernard Knowles, direttore della fotografia, regista e sceneggiatore britannico († 1975)
- 1900 - Antonio Veretti, compositore italiano († 1978)

## XX secolo(1022)
- 1901 - Mario Andreini, cantastorie italiano († 1970)
- 1901 - Marc Detton, canottiere francese († 1977)
- 1901 - René Dubos, biologo e filosofo francese († 1982)
- 1901 - Henry Eyring, chimico messicano († 1981)
- 1901 - Josef Hofbauer, calciatore austriaco († 1968)
- 1901 - Louis Kahn, architetto statunitense († 1974)
- 1901 - Gino Morici, pittore, decoratore e scenografo italiano († 1972)
- 1901 - Muḥammad Naǧīb, generale e politico egiziano († 1984)
- 1901 - Andrea Simontacchi, calciatore italiano
- 1902 - Ansel Adams, fotografo statunitense († 1984)
- 1902 - Bertus Freese, calciatore olandese († 1959)
- 1902 - Herbert Grundmann, storico tedesco († 1970)
- 1902 - Wilhelm Guddorf, giornalista e antifascista belga († 1943)
- 1902 - Armando Riccardi, avvocato e politico italiano († 1981)
- 1902 - Pé Verhaegen, ciclista su strada e ciclocrossista belga († 1958)
- 1902 - Katharine Way, fisica statunitense († 1995)
- 1903 - Rūdolfs Bārda, calciatore lettone († 1991)
- 1903 - Jorge Basadre, storico peruviano († 1980)
- 1903 - Luigi De Michele, avvocato e politico italiano († 1976)
- 1903 - Aniela Jaffé, psicologa tedesca († 1991)
- 1903 - Libero Lodolo, calciatore italiano († 1957)
- 1903 - Ella Maillart, scrittrice, fotografa e velista svizzera († 1997)
- 1903 - Tullio Odorizzi, avvocato e politico italiano († 1991)
- 1903 - Charles Pélissier, ciclista su strada, pistard e ciclocrossista francese († 1959)
- 1903 - Giosuè Poli, dirigente sportivo, giornalista e atleta italiano († 1969)
- 1903 - Joseph Schröffer, cardinale e arcivescovo cattolico tedesco († 1983)
- 1903 - Hugh Randall Syme, militare australiano († 1965)
- 1904 - Herbert Brownell, politico statunitense († 1996)
- 1904 - Oliver MacDonald, velocista statunitense († 1973)
- 1905 - Edgardo Bassi, calciatore e allenatore di calcio italiano
- 1905 - Joseph Joanovici, mercante russo († 1965)
- 1905 - Aleksej Aleksandrovič Kuznecov, politico e militare sovietico († 1950)
- 1905 - Izaak Opatowski, ingegnere e matematico polacco († 1976)
- 1905 - Maurice Redon, generale francese († 2000)
- 1905 - Ulas Samčuk, scrittore e giornalista ucraino († 1987)
- 1905 - Dino Tonini, ingegnere italiano († 1975)
- 1906 - Gale Gordon, attore statunitense († 1995)
- 1906 - Erich Nikowitz, attore austriaco († 1976)
- 1906 - Franz Rademacher, funzionario tedesco († 1973)
- 1906 - Theodore Roscoe, scrittore e biografo statunitense († 1992)
- 1906 - Silvio Livio Rossi, pittore italiano († 2005)
- 1907 - Malcolm Atterbury, attore statunitense († 1992)
- 1907 - Giovanni Ciusa Romagna, pittore italiano († 1958)
- 1907 - Eduardo García, calciatore uruguaiano
- 1907 - Sergej Matveevič Štemenko, generale sovietico († 1976)
- 1908 - Giovanni Gasparini, allenatore di calcio e calciatore italiano
- 1908 - Alf Nilsen, calciatore norvegese († 1992)
- 1908 - Michel Pontremoli, funzionario e partigiano francese († 1944)
- 1908 - Pedro Theberge, pallanuotista brasiliano († 1972)
- 1909 - Heinz Erhardt, attore, cabarettista e compositore tedesco († 1979)
- 1909 - Diego de Henriquez, italiano († 1974)
- 1909 - Hermann Michel, militare tedesco († 1984)
- 1909 - Vítor Silva, calciatore portoghese († 1982)
- 1910 - Rudolf Beckmann, militare tedesco († 1943)
- 1910 - Godfred Bysheim, calciatore norvegese († 1991)
- 1910 - Jean Rousset, critico letterario e francesista svizzero († 2002)
- 1910 - Konstantin Sergeev, ballerino e coreografo sovietico († 1992)
- 1911 - Luciano Anceschi, filosofo e critico letterario italiano († 1995)
- 1911 - Margot Grahame, attrice britannica († 1982)
- 1911 - Oldřich Kvapil, calciatore cecoslovacco († 1975)
- 1911 - Eraldo Pangrazi, allenatore di calcio e calciatore italiano
- 1911 - Giulio Panzeri, calciatore italiano
- 1911 - André Saeys, calciatore belga († 1988)
- 1911 - Paul Tripp, compositore, paroliere e scrittore statunitense († 2002)
- 1911 - Peter Glob, archeologo danese († 1985)
- 1911 - István Énekes, pugile ungherese († 1940)
- 1912 - Pierre Boulle, scrittore, agente segreto e ingegnere francese († 1994)
- 1912 - Uberto Breganze, politico italiano († 1999)
- 1912 - George Devol, inventore e imprenditore statunitense († 2011)
- 1912 - Fred Grafft, cestista statunitense († 1993)
- 1912 - Muriel Humphrey Brown, politica statunitense († 1998)
- 1912 - Liu Yunzhang, cestista cinese († 1993)
- 1912 - Corrado Nardi, attore italiano († 2007)
- 1912 - Valentino Ongaro, presbitero e compositore italiano († 2002)
- 1912 - Arrigo Pelliccia, violinista e violista italiano († 1987)
- 1912 - Bruno Vattovaz, canottiere italiano († 1943)
- 1913 - Abd al-Rahman al-Bazzaz, politico iracheno († 1973)
- 1913 - Marino Facchin, pugile italiano († 1979)
- 1914 - John Charles Daly, giornalista, conduttore radiofonico e conduttore televisivo statunitense († 1991)
- 1914 - Arnold Denker, scacchista statunitense († 2005)
- 1914 - Felice Fanetti, canottiere italiano († 1974)
- 1914 - Josef Galáb, calciatore cecoslovacco († 1973)
- 1914 - Giuseppe Grandi, militare italiano († 1943)
- 1914 - Piero Guelfi, baritono italiano († 1989)
- 1914 - Vincent Massey, avvocato, diplomatico e politico canadese († 1967)
- 1914 - Carlo Protti, politico italiano († 1986)
- 1915 - Hans Christian Blech, attore tedesco († 1993)
- 1915 - Elba de Pádua Lima, calciatore e allenatore di calcio brasiliano († 1984)
- 1915 - Giovanni Lovrovich, presbitero e storico italiano († 1998)
- 1916 - Mia Slavenska, ballerina croata († 2002)
- 1917 - Primo Andrighetto, calciatore italiano († 1963)
- 1917 - Louisa Matthíasdóttir, pittrice islandese († 2000)
- 1917 - Rodrigo Ulysses de Carvalho, psichiatra brasiliano († 1980)
- 1918 - Leonore Annenberg, filantropa e diplomatica statunitense († 2009)
- 1918 - Lukas Aurednik, calciatore e allenatore di calcio austriaco († 1997)
- 1918 - Joseph Jadrejak, calciatore francese († 1990)
- 1918 - Min Byung-dae, calciatore sudcoreano († 1983)
- 1918 - Roy Zimmerman, giocatore di football americano statunitense († 1997)
- 1918 - Igor' Vladimirovič Šatrov, regista sovietico († 1991)
- 1919 - Luis Bedoya, politico peruviano († 2021)
- 1919 - Calogero Lauricella, arcivescovo cattolico italiano († 1989)
- 1920 - Karl Albrecht, imprenditore tedesco († 2014)
- 1920 - Zlata Bartl, chimica jugoslava († 2008)
- 1920 - Johnny Bianco, cestista, giocatore di baseball e allenatore di pallacanestro statunitense († 1977)
- 1920 - Evgenij Fëdorovič Dragunov, ingegnere e progettista sovietico († 1991)
- 1920 - Cesare Dujany, politico italiano († 2019)
- 1920 - Francis Xavier Hsu Chen-Ping, vescovo cattolico cinese († 1973)
- 1920 - Kathleen Agnes Kennedy, nobildonna britannica († 1948)
- 1920 - Carl Schwende, schermidore canadese († 2002)
- 1920 - Aldo Valleroni, compositore, paroliere e giornalista italiano († 2000)
- 1921 - Louis Biesbrouck, calciatore olandese († 2005)
- 1921 - Chen Shoushan, generale e politico taiwanese († 2009)
- 1921 - Domenico Fazio, militare italiano († 1974)
- 1921 - Buddy Rogers, wrestler statunitense († 1992)
- 1921 - Conrado San Martín, attore spagnolo († 2019)
- 1921 - Ferruccio Scaglia, direttore d'orchestra italiano († 1979)
- 1921 - Fausto Simonetti, partigiano italiano († 1944)
- 1921 - Joseph Albert Walker, aviatore e astronauta statunitense († 1966)
- 1922 - Pierre Ansart, scrittore e sociologo francese († 2016)
- 1922 - Jean Diederich, ciclista su strada e ciclocrossista lussemburghese († 2012)
- 1922 - Salvatore Nicolosi, vescovo cattolico italiano († 2014)
- 1922 - Leonzio Veggio, politico italiano († 2019)
- 1923 - Forbes Burnham, politico guyanese († 1985)
- 1923 - Helen Murray Free, chimica statunitense († 2021)
- 1923 - Joaquim Machado, calciatore portoghese († 2015)
- 1923 - Piero Ricci, calciatore italiano († 1982)
- 1923 - Vladimír Venglár, calciatore cecoslovacco († 1977)
- 1924 - Eugen Barbu, scrittore, giornalista e politico rumeno († 1993)
- 1924 - Renato Bastianelli, politico italiano († 2010)
- 1924 - Laurent Dauthuille, pugile francese († 1971)
- 1924 - Thoma Deliana, politico albanese († 2014)
- 1924 - Franco Folli, attore italiano († 2003)
- 1924 - Donald M. Fraser, politico statunitense († 2019)
- 1924 - Rubén Menini, cestista argentino († 2020)
- 1924 - Zuhdi Labib Terzi, diplomatico palestinese († 2006)
- 1924 - Gloria Vanderbilt, stilista, scrittrice e attrice statunitense († 2019)
- 1924 - Sachio Ōtani, architetto giapponese († 2013)
- 1925 - Robert Altman, regista e sceneggiatore statunitense († 2006)
- 1925 - Elsa Gamborino, cestista messicana
- 1925 - Gianfranco Parolini, regista e sceneggiatore italiano († 2018)
- 1925 - Girija Prasad Koirala, politico nepalese († 2010)
- 1925 - Thales Monteiro, cestista brasiliano († 1993)
- 1926 - Vittorio Bachelet, giurista e politico italiano († 1980)
- 1926 - Whitney Blake, attrice e sceneggiatrice statunitense († 2002)
- 1926 - Jean Fernandez Diaz, italiano († 1943)
- 1926 - Gillian Lynne, attrice teatrale, ballerina e coreografa britannica († 2018)
- 1926 - Richard Matheson, scrittore e sceneggiatore statunitense († 2013)
- 1926 - Ken Olsen, ingegnere statunitense († 2011)
- 1926 - Zinaida Portnova, partigiana sovietica († 1944)
- 1926 - Bob Richards, astista e politico statunitense († 2023)
- 1926 - Luigi Saccavino, ex calciatore italiano
- 1926 - María Isabel Salvat Romero, religiosa spagnola († 1998)
- 1926 - Alfonso Sastre, drammaturgo, scrittore e saggista spagnolo († 2021)
- 1927 - Giorgio Berti, avvocato e giurista italiano († 2007)
- 1927 - Roy Cohn, avvocato statunitense († 1986)
- 1927 - Ibrahim Ferrer, musicista cubano († 2005)
- 1927 - Hubert de Givenchy, stilista francese († 2018)
- 1927 - Carlos Esteban González, ex calciatore argentino
- 1927 - Sidney Poitier, attore e regista cinematografico statunitense († 2022)
- 1927 - Renato Ziaco, medico, sportivo e scrittore italiano († 1985)
- 1928 - Bruno Bosio, calciatore italiano († 2010)
- 1928 - Jimmy Coffey, calciatore irlandese († 1999)
- 1928 - Samuel Cuburu, calciatore messicano
- 1928 - Lino Jannuzzi, giornalista, sceneggiatore e politico italiano († 2024)
- 1928 - Jean Ann Kennedy, diplomatica e filantropa statunitense († 2020)
- 1928 - Lee Shau Kee, imprenditore cinese († 2025)
- 1928 - Luigi Pestalozza, musicologo, giornalista e critico musicale italiano († 2017)
- 1928 - Friedrich Wetter, cardinale e arcivescovo cattolico tedesco
- 1929 - Amanda Blake, attrice statunitense († 1989)
- 1929 - Carlo Carlini, direttore della fotografia italiano
- 1929 - Luigi Crocetti, bibliotecario italiano († 2007)
- 1929 - Günther Haack, attore tedesco († 1965)
- 1929 - Madan Lal Puri, statistico indiano
- 1929 - Aldo Spirito, ingegnere italiano († 1987)
- 1930 - Pietro Citati, scrittore, saggista e critico letterario italiano († 2022)
- 1930 - Willie Cunningham, allenatore di calcio e calciatore nordirlandese († 2007)
- 1931 - Alphonse Gallegos, vescovo cattolico statunitense († 1991)
- 1931 - Margareta Hallin, attrice e soprano svedese († 2020)
- 1931 - Walter Kieber, politico liechtensteinese († 2014)
- 1931 - Arnold Richard Klemola, astronomo statunitense († 2019)
- 1931 - Tinin Mantegazza, artista, autore televisivo e scenografo italiano († 2020)
- 1931 - John Milnor, matematico statunitense
- 1931 - Boris Dmitrievič Pankin, politico e scrittore kirghiso
- 1931 - Tomaso Binga, poetessa e performance artist italiana
- 1931 - Andy Sidaris, regista e sceneggiatore statunitense († 2007)
- 1931 - Eddie Solomon, cestista statunitense († 2021)
- 1932 - Rino Di Fraia, calciatore italiano († 2010)
- 1932 - Roger Haudegand, cestista francese († 2017)
- 1932 - Edgar Herrmann, pilota di rally tedesco
- 1932 - Enrique Múgica, politico spagnolo († 2020)
- 1932 - Giulio Sanguineti, vescovo cattolico italiano
- 1933 - Mehmet Dinçer, ex calciatore turco
- 1933 - Zygmunt Kamiński, arcivescovo cattolico polacco († 2010)
- 1933 - Mr. Sebastian, piercer e imprenditore britannico († 1996)
- 1933 - Jerzy Szotmiller, vescovo vetero-cattolico polacco († 2011)
- 1934 - Giorgio Coraluppi, imprenditore e inventore statunitense († 2022)
- 1934 - Havzi Nela, poeta albanese († 1988)
- 1934 - Bobby Unser, pilota automobilistico statunitense († 2021)
- 1935 - Jordan Cronenweth, direttore della fotografia statunitense († 1996)
- 1935 - Ellen Gilchrist, scrittrice e poetessa statunitense († 2024)
- 1935 - Erich Hasenkopf, calciatore austriaco († 2021)
- 1935 - Frank Jordan, politico statunitense
- 1935 - James Moore, ex pentatleta statunitense
- 1935 - Norma Moore, attrice statunitense
- 1935 - Bríd Rodgers, politica irlandese
- 1936 - Antonio D'Acchille, pittore e scultore italiano
- 1936 - Marj Dusay, attrice statunitense († 2020)
- 1936 - Tudeviin Lkhamsüren, ex biatleta mongolo
- 1936 - Shigeo Nagashima, dirigente sportivo e giocatore di baseball giapponese († 2025)
- 1936 - Sergio Navarro, ex calciatore cileno
- 1936 - Guido Sotriffer, scultore e pittore italiano († 1998)
- 1936 - Mohamed Taki Abdoulkarim, politico comoriano († 1998)
- 1936 - Janet Whitaker, politica britannica
- 1937 - David Acevedo, ex calciatore argentino
- 1937 - Emo Chiellini, chimico italiano († 2020)
- 1937 - David Ackles, cantautore e pianista statunitense († 1999)
- 1937 - Johnny Dorelli, cantante, pianista e showman italiano
- 1937 - Robert Owen Evans, astronomo australiano († 2022)
- 1937 - Michael Green, tennista statunitense († 2016)
- 1937 - Robert Huber, chimico tedesco
- 1937 - Giōrgos Leonardos, giornalista e scrittore greco
- 1937 - Roger Penske, imprenditore e ex pilota automobilistico statunitense
- 1937 - Alfredo Rojas, calciatore argentino († 2023)
- 1937 - Lance Stephens, cestista canadese († 2002)
- 1937 - Joop Stokkermans, compositore e pianista olandese († 2012)
- 1937 - Nancy Wilson, cantante statunitense († 2018)
- 1938 - Giandomenico Baldisseri, calciatore italiano († 1985)
- 1938 - Richard Beymer, attore statunitense
- 1938 - André Chorda, calciatore francese († 1998)
- 1938 - Mahmoud El-Gohary, calciatore e allenatore di calcio egiziano († 2012)
- 1938 - András Katona, ex pallanuotista ungherese
- 1938 - Shoshana Rivner, nuotatrice israeliana († 2007)
- 1938 - Paolo Romeo, cardinale e arcivescovo cattolico italiano
- 1938 - Gerald Schroeder, fisico e teologo statunitense
- 1938 - Aldo Silvagna, calciatore italiano († 2024)
- 1939 - William Bayer, scrittore statunitense
- 1939 - Mehdi Bushati, ex calciatore albanese
- 1939 - Enrico Masseroni, arcivescovo cattolico italiano († 2019)
- 1939 - Giorgio Merighi, tenore italiano († 2020)
- 1939 - Paolo Morosi, allenatore di calcio e ex calciatore italiano
- 1939 - Giovanni Romano, storico dell'arte italiano († 2020)
- 1939 - Maurizio Teucci, diplomatico italiano († 2023)
- 1939 - André Zimmermann, ciclista su strada francese († 2019)
- 1940 - Rudolf Edlinger, politico e dirigente sportivo austriaco († 2021)
- 1940 - Christoph Eschenbach, pianista e direttore d'orchestra tedesco
- 1940 - Kazimierz Frelkiewicz, ex cestista polacco
- 1940 - Francesca Gordigiani, ex tennista italiana
- 1940 - Jimmy Greaves, calciatore inglese († 2021)
- 1940 - Renato Romano, attore e sceneggiatore italiano
- 1941 - Carlo Alemi, ex magistrato e saggista italiano
- 1941 - Anna Maria Biricotti, politica italiana
- 1941 - Anna Cascella Luciani, poetessa italiana († 2023)
- 1941 - Claudio Costa, medico italiano
- 1941 - David Dickson, ex nuotatore australiano
- 1941 - Marcel Dupertuis, artista, scultore e pittore svizzero
- 1941 - Nicolás Fuentes, calciatore peruviano († 2015)
- 1941 - Alan Furst, giornalista e scrittore statunitense
- 1941 - Alexander Gauland, politico tedesco
- 1941 - Paolo Milan, arbitro di calcio italiano
- 1941 - Juan Olivares, ex calciatore cileno
- 1941 - Buffy Sainte-Marie, cantautrice canadese
- 1942 - Purchi Achvan, drammaturgo, poeta e scrittore russo
- 1942 - Michele Chimenti, politico italiano
- 1942 - Ugo De Siervo, giurista italiano
- 1942 - Phil Esposito, ex hockeista su ghiaccio canadese
- 1942 - Charlie Gillett, musicologo, conduttore radiofonico e produttore discografico britannico († 2010)
- 1942 - Mitch McConnell, politico statunitense
- 1942 - Claude Miller, regista e sceneggiatore francese († 2012)
- 1942 - José Morais Rodrigues, ex calciatore brasiliano
- 1942 - Italo Salice, ex tuffatore italiano
- 1942 - Ignazio Sanna, arcivescovo cattolico e teologo italiano
- 1942 - Alan Spavin, calciatore inglese († 2016)
- 1943 - Aleksandr Pavlovič Aleksandrov, cosmonauta sovietico
- 1943 - Franco Cordelli, scrittore e critico teatrale italiano
- 1943 - Joe Daley, ex hockeista su ghiaccio canadese
- 1943 - Jean-Pierre Giudicelli, pentatleta francese († 2024)
- 1943 - Antonio Inoki, wrestler e politico giapponese († 2022)
- 1943 - Mike Leigh, regista e sceneggiatore britannico
- 1943 - Remo Masini, attore italiano
- 1943 - Eddy Offord, produttore discografico britannico
- 1943 - Diana Paxson, scrittrice, compositrice e arpista statunitense
- 1943 - Jean-Louis Rivoire, ex calciatore francese
- 1944 - Yaakov Peri, politico israeliano
- 1944 - Sandra Good, criminale statunitense
- 1944 - Willem van Hanegem, allenatore di calcio e ex calciatore olandese
- 1944 - Roger Knapman, politico britannico
- 1944 - Ken Knighton, allenatore di calcio e ex calciatore inglese
- 1944 - Adam Lisewski, schermidore polacco († 2023)
- 1944 - Lew Soloff, trombettista, compositore e attore statunitense († 2015)
- 1945 - Andrew Bergman, sceneggiatore, regista e romanziere statunitense
- 1945 - Randa Haines, regista e sceneggiatrice statunitense
- 1945 - Brion James, attore statunitense († 1999)
- 1945 - Donald McPherson, pattinatore artistico su ghiaccio canadese († 2001)
- 1945 - Orlando Portento, autore televisivo, conduttore televisivo e personaggio televisivo italiano
- 1945 - Enrique Sánchez Abulí, fumettista e scrittore francese
- 1945 - George Fitzgerald Smoot, astrofisico e cosmologo statunitense
- 1945 - Aldo Tagliapietra, musicista, cantante e bassista italiano
- 1946 - Brenda Blethyn, attrice britannica
- 1946 - Riccardo Cocciante, cantautore e compositore italiano
- 1946 - José De Lizaso, cestista argentino († 2021)
- 1946 - Sandy Duncan, attrice, cantante e ballerina statunitense
- 1946 - J. Geils, chitarrista statunitense († 2017)
- 1946 - Vladimir Martynov, compositore russo
- 1946 - Robert Michaels, organista, direttore di coro e compositore inglese
- 1946 - Norma, fumettista e illustratore francese († 2021)
- 1947 - Serge Bacou, pilota motociclistico francese
- 1947 - José Broissart, ex calciatore francese
- 1947 - Brian Greenhalgh, ex calciatore inglese
- 1947 - Mario Manera, ex calciatore italiano
- 1947 - Ivana Monti, attrice italiana
- 1947 - Steve Nichols, ingegnere statunitense
- 1947 - Peter Osgood, calciatore inglese († 2006)
- 1947 - Douglas Russell, ex nuotatore statunitense
- 1947 - Peter Strauss, attore statunitense
- 1948 - Pierre Bouchard, ex hockeista su ghiaccio canadese
- 1948 - Ivano Dionigi, latinista e traduttore italiano
- 1948 - David Kertzer, antropologo e storico statunitense
- 1948 - Valerij Kopij, ex calciatore sovietico
- 1948 - Yū Koyama, fumettista giapponese
- 1948 - Jennifer O'Neill, attrice e modella brasiliana
- 1948 - Christopher Pissarides, economista britannico
- 1948 - Robert Plomin, psicologo e genetista statunitense
- 1948 - Mathieu Pustjens, ex ciclista su strada olandese
- 1949 - Mario Lega, pilota motociclistico italiano
- 1949 - Ivana Trump, imprenditrice, personaggio televisivo e scrittrice ceca († 2022)
- 1949 - Stefan Waggershausen, cantante e compositore tedesco
- 1950 - Ruslan Ašuraliev, lottatore sovietico († 2009)
- 1950 - Alberto Barbera, critico cinematografico italiano
- 1950 - Walter Becker, chitarrista e bassista statunitense († 2017)
- 1950 - Rodolfo Cimenti, ex calciatore italiano
- 1950 - Enrico Tommaso Cucchiani, banchiere e dirigente d'azienda italiano
- 1950 - Gary Manuel, ex calciatore australiano
- 1950 - Peter Marinello, ex calciatore scozzese
- 1950 - Rosanna Repole, politica italiana
- 1950 - Ken Shimura, comico, attore e cantante giapponese († 2020)
- 1950 - Tony Wilson, giornalista, conduttore radiofonico e conduttore televisivo britannico († 2007)
- 1951 - Edward Albert, attore statunitense († 2006)
- 1951 - Antonio Battaglia, avvocato e politico italiano
- 1951 - Gordon Brown, politico britannico
- 1951 - Randy California, chitarrista e cantante statunitense († 1997)
- 1951 - Dionisio Collavini, ex calciatore italiano
- 1951 - Toon van Helfteren, ex cestista e allenatore di pallacanestro olandese
- 1951 - William McDonough, architetto statunitense
- 1951 - Suzue Miuchi, fumettista giapponese
- 1951 - Phil Neal, ex calciatore e allenatore di calcio britannico
- 1951 - Serena, ex attrice pornografica statunitense
- 1951 - Giuliano Soria, linguista e ispanista italiano († 2019)
- 1951 - Pertti Teurajärvi, ex fondista finlandese
- 1952 - Gérard Bonnevie, ex sciatore alpino francese
- 1952 - Fernando Castro Santos, allenatore di calcio spagnolo
- 1952 - Luigi Cimolai, imprenditore italiano
- 1952 - Billy Jennings, ex calciatore inglese
- 1952 - Rino Lavezzini, allenatore di calcio italiano
- 1952 - Terry Palmer, ex sciatore alpino statunitense
- 1953 - Roberto Ampuero, giornalista, scrittore e politico cileno
- 1953 - Jon Bentley, informatico statunitense
- 1953 - Riccardo Chailly, direttore d'orchestra italiano
- 1953 - Roberto Ciotti, chitarrista italiano († 2013)
- 1953 - Roberto Da Crema, personaggio televisivo italiano
- 1953 - Gaëtan Dugas, canadese († 1984)
- 1953 - David Kemp, allenatore di calcio e ex calciatore inglese
- 1953 - Diego Maria Rosa, abate e religioso italiano
- 1953 - Tom Rüsz Jacobsen, ex calciatore norvegese
- 1953 - Kath Soucie, doppiatrice statunitense
- 1953 - Milorad Stanulov, ex canottiere serbo
- 1953 - Romano Trevisani, chitarrista italiano († 2017)
- 1953 - Tony Zerafa, ex calciatore maltese
- 1954 - Pierpaolo Bibbò, cantautore italiano
- 1954 - Jon Brant, bassista statunitense
- 1954 - Ferruccio Campagnolo, ex calciatore italiano
- 1954 - Vasilij Vasil'evič Cibliev, cosmonauta russo
- 1954 - Glynis Coles, ex tennista britannica
- 1954 - Ida Maria Dentamaro, politica italiana
- 1954 - Anthony Head, attore britannico
- 1954 - Patricia Campbell Hearst, attrice e criminale statunitense
- 1954 - Olav Heimdal, ex calciatore norvegese
- 1955 - Ennio Fantastichini, attore italiano († 2018)
- 1955 - Eufemiano Fuentes, medico spagnolo
- 1955 - Marina Giordana, attrice italiana
- 1955 - Gisela Grothaus, ex canoista tedesca
- 1955 - Oleksandr Kolčyns'kyj, lottatore sovietico († 2002)
- 1955 - Sergej Kornilaev, ex lottatore russo
- 1955 - Michael Maguire, attore statunitense
- 1955 - Franco Marcelletti, allenatore di pallacanestro italiano
- 1955 - Néstor Montelongo, calciatore uruguaiano († 2021)
- 1955 - Frank Oleynick, ex cestista statunitense
- 1955 - Klas Östergren, scrittore, sceneggiatore e traduttore svedese
- 1956 - François Bréda, saggista, poeta e critico letterario rumeno († 2018)
- 1956 - Larry Charles, sceneggiatore e regista statunitense
- 1956 - Oddvar Kristensen, ex calciatore norvegese
- 1956 - Roberto Landi, allenatore di calcio e ex calciatore italiano
- 1956 - Craig Pollock, manager britannico
- 1956 - Giulio Scarpati, attore italiano
- 1956 - Lodovico Sonego, politico italiano
- 1956 - Bruno Tshibala, politico della Repubblica Democratica del Congo
- 1956 - Jeanette Zanier, ex sciatrice alpina canadese
- 1957 - Dominique Bedel, ex tennista francese
- 1957 - Nazzareno Berto, ex ciclista su strada e pistard italiano
- 1957 - Paulo Bonfim, ex giocatore di calcio a 5 brasiliano
- 1957 - Giovanni Brusca, mafioso e collaboratore di giustizia italiano
- 1957 - Paulo Campos, allenatore di calcio brasiliano
- 1957 - Mario Grech, cardinale e vescovo cattolico maltese
- 1957 - Glen Hanlon, allenatore di hockey su ghiaccio e ex hockeista su ghiaccio canadese
- 1957 - Zolile Peter Mpambani, arcivescovo cattolico sudafricano
- 1957 - Piero Musumeci, allenatore di pallacanestro italiano
- 1957 - Erik Nystuen, allenatore di calcio e ex calciatore norvegese
- 1957 - Renato Pagliaro, banchiere e dirigente d'azienda italiano
- 1957 - Corrado Ruggeri, giornalista e scrittore italiano († 2023)
- 1957 - Beejong Sisson, ex tennista filippino
- 1957 - Giovanni Storti, comico, attore e sceneggiatore italiano
- 1957 - Marina Valensise, giornalista e saggista italiana
- 1958 - Félix Lacuesta, ex calciatore francese
- 1958 - Mark Mazower, storico e scrittore britannico
- 1958 - Sean Michaels, attore pornografico statunitense
- 1958 - Tiziano Quarella, ex calciatore e allenatore di calcio italiano
- 1958 - James Wilby, attore britannico
- 1959 - Henri Bossi, ex calciatore lussemburghese
- 1959 - Sergej Viktorovič Dolmatov, scacchista russo
- 1959 - Feriana Ferraguzzi, ex calciatrice, allenatrice di calcio e dirigente sportivo italiana
- 1959 - Tomomi Inada, politica e avvocata giapponese
- 1959 - Sabine Kaack, attrice tedesca
- 1959 - Lorella Stefanelli, avvocato e politico sammarinese
- 1960 - Rubén Agüero, ex calciatore argentino
- 1960 - Thierry Dreyfus, artista francese
- 1960 - Shōji Kawamori, regista giapponese
- 1960 - Wendee Lee, doppiatrice statunitense
- 1960 - Olivier Lenglet, ex schermidore francese
- 1960 - Kee Marcello, chitarrista svedese
- 1960 - Mariano Marchetti, ex calciatore italiano
- 1960 - Ennio Marchetto, comico, cabarettista e trasformista italiano
- 1960 - Siobhain McDonagh, politica britannica
- 1960 - Marilú Menéndez, ex cestista peruviana
- 1960 - Hardy Mertens, compositore olandese
- 1960 - Victor Mesa, giocatore di baseball cubano
- 1960 - Giorgio Quadri, avvocato e ex nuotatore italiano
- 1960 - Matteo Saggese, compositore e pianista italiano
- 1960 - Luigi Sbarra, sindacalista e politico italiano
- 1960 - David Speedie, ex calciatore scozzese
- 1960 - Claudio Venturi, ex calciatore italiano
- 1960 - Fayez al-Sarraj, politico libico
- 1961 - Viktor Berežnyj, ex cestista e allenatore di pallacanestro ucraino
- 1961 - Gill Byrd, ex giocatore di football americano e allenatore di football americano statunitense
- 1961 - Michael Fancutt, ex tennista australiano
- 1961 - Ion Geolgău, allenatore di calcio e ex calciatore rumeno
- 1961 - Steve Lundquist, ex nuotatore statunitense
- 1961 - Petăr Petrov, ex calciatore bulgaro
- 1961 - Andrej Shleifer, economista e docente statunitense
- 1961 - Imogen Stubbs, attrice britannica
- 1962 - Adam Schreiber, ex giocatore di football americano statunitense
- 1962 - Hatice Aslan, attrice turca
- 1962 - Stephan van den Berg, velista olandese
- 1962 - Rocco Carbone, scrittore, critico letterario e italianista italiano († 2008)
- 1962 - Ersilio Cerone, allenatore di calcio e ex calciatore italiano
- 1962 - Lorena Cuéllar Cisneros, politica messicana
- 1962 - Silvano Danzi, allenatore di atletica leggera italiano
- 1962 - Jerry DeGregorio, allenatore di pallacanestro e dirigente sportivo statunitense
- 1962 - Ray Lopes, allenatore di pallacanestro statunitense
- 1962 - Pedro Nolasco, pugile dominicano († 1995)
- 1962 - Elizaveta Glinka, attivista, medico e filantropa russa († 2016)
- 1962 - Pierre Quinon, astista francese († 2011)
- 1962 - Fiorenzo Toso, linguista italiano († 2022)
- 1962 - Eduardo de Almeida Navarro, filologo e lessicografo brasiliano
- 1963 - Charles Barkley, ex cestista statunitense
- 1963 - Herman Beyers, ex giocatore di calcio a 5 belga
- 1963 - Ian Brown, musicista e compositore britannico
- 1963 - Jon Lynn Christensen, politico statunitense
- 1963 - Rudolf Huber, ex sciatore alpino austriaco
- 1963 - Jaromír Navrátil, ex calciatore ceco
- 1963 - Joakim Nyström, allenatore di tennis e ex tennista svedese
- 1963 - Giovanni Suarez, ex canottiere italiano
- 1963 - Milt Wagner, ex cestista e allenatore di pallacanestro statunitense
- 1963 - Yang Min, ex tennistavolista cinese
- 1963 - Marcello Ziliani, architetto, designer e blogger italiano
- 1964 - Romanas Brazdauskis, ex cestista lituano
- 1964 - Cristina Cimino, ex ginnasta italiana
- 1964 - French Stewart, attore e comico statunitense
- 1964 - Rudi Garcia, allenatore di calcio e ex calciatore francese
- 1964 - Willie Garson, attore statunitense († 2021)
- 1964 - Peter Gordeno, tastierista e bassista britannico
- 1964 - Yoshikazu Gotō, ex calciatore giapponese
- 1964 - Michael A. Levine, compositore, produttore discografico e sceneggiatore statunitense
- 1964 - Rodney Rowland, attore statunitense
- 1964 - Kusuma Wardhani, arciera indonesiana († 2023)
- 1964 - María Begoña Yarza, politica e medica cilena
- 1965 - Mike Adams, allenatore di calcio e ex calciatore inglese
- 1965 - Michel Ansermet, tiratore a segno svizzero
- 1965 - Ron Eldard, attore statunitense
- 1965 - Thomas Kemmerich, politico tedesco
- 1965 - Simona Loizzo, politica italiana
- 1965 - Federica Moro, attrice e ex modella italiana
- 1965 - Marielle Studer, ex sciatrice alpina svizzera
- 1965 - Roberto Vian, fumettista italiano
- 1966 - Perica Bukić, ex pallanuotista croato
- 1966 - Cindy Crawford, supermodella e attrice statunitense
- 1966 - Urs Fischer, allenatore di calcio e ex calciatore svizzero
- 1966 - Esther Haase, fotografa tedesca
- 1966 - Terry Ilous, cantante francese
- 1966 - Christina Meier, ex sciatrice alpina tedesca
- 1966 - Dennis Mitchell, ex velocista statunitense
- 1966 - Mudzar Mohamad, ex calciatore e ex giocatore di calcio a 5 malaysiano
- 1966 - Rudolf Nierlich, sciatore alpino austriaco († 1991)
- 1966 - Emily Nussbaum, critica televisiva statunitense
- 1967 - Paul Accola, ex sciatore alpino svizzero
- 1967 - Christer Allgårdh, ex tennista svedese
- 1967 - Emidio Clementi, musicista e scrittore italiano
- 1967 - Kurt Cobain, cantautore e chitarrista statunitense († 1994)
- 1967 - Shawn Collins, ex giocatore di football americano statunitense
- 1967 - Dănuț Dobre, ex canottiere rumeno
- 1967 - Louis Ferreira, attore portoghese
- 1967 - Ferial Haffajee, giornalista sudafricana
- 1967 - David Herman, attore, comico e doppiatore statunitense
- 1967 - Barnaby Holm, attore statunitense
- 1967 - Eduardo Iturralde González, ex arbitro di calcio spagnolo
- 1967 - Paweł Mąciwoda, bassista polacco
- 1967 - Spyros Maragkos, ex calciatore greco
- 1967 - Nenad Maslovar, ex calciatore jugoslavo
- 1967 - Mike Milligan, ex calciatore irlandese
- 1967 - Andrew Shue, attore e ex calciatore statunitense
- 1967 - Chris Singleton, ex giocatore di football americano statunitense
- 1967 - Lili Taylor, attrice statunitense
- 1967 - Broderick Thomas, ex giocatore di football americano canadese
- 1967 - Conka Vajsilova, ex cestista bulgara
- 1968 - Massimo Banzi, imprenditore e designer italiano
- 1968 - Sylvain Bellemare, fonico canadese
- 1968 - Simone Bianchetti, velista e navigatore italiano († 2003)
- 1968 - Remko Bicentini, allenatore di calcio e ex calciatore olandese
- 1968 - Ernesto Jesús Brotóns Tena, vescovo cattolico spagnolo
- 1968 - Laure Guibert, attrice francese
- 1968 - Ha Seok-ju, allenatore di calcio e ex calciatore sudcoreano
- 1968 - Javi Luke, ex calciatore spagnolo
- 1968 - Ric Roman Waugh, regista, sceneggiatore e produttore cinematografico statunitense
- 1969 - Tommy Vardell, ex giocatore di football americano statunitense
- 1969 - Jason Blum, produttore cinematografico statunitense
- 1969 - Víctor de Carvalho, ex cestista e allenatore di pallacanestro angolano
- 1969 - Piergiorgio Cortelazzo, politico italiano
- 1969 - Gedo, wrestler giapponese
- 1969 - Kjell Ove Hauge, ex pesista e discobolo norvegese
- 1969 - Mohammad Khakpour, allenatore di calcio e ex calciatore iraniano
- 1969 - Siniša Mihajlović, calciatore e allenatore di calcio serbo († 2022)
- 1969 - Giacomo Stucchi, politico italiano
- 1969 - Danis Tanović, regista, sceneggiatore e politico bosniaco
- 1970 - Bianca Bellová, scrittrice ceca
- 1970 - Giorgio Campanella, ex pugile italiano
- 1970 - Jean-Yves Cuendet, ex combinatista nordico svizzero
- 1970 - Julia Franck, scrittrice tedesca
- 1970 - Markus Kauczinski, allenatore di calcio tedesco
- 1970 - Vincent Paronnaud, regista, fumettista e animatore francese
- 1970 - Vadym Prystajko, politico e diplomatico ucraino
- 1971 - Calpernia Addams, attrice, produttrice televisiva e attivista statunitense
- 1971 - Marcelo Corrales, ex calciatore cileno
- 1971 - Giovanni Feltrin, allenatore di sci alpino e ex sciatore alpino italiano
- 1971 - Thomas Fleischer, ex ciclista su strada tedesco
- 1971 - Jari Litmanen, ex calciatore finlandese
- 1971 - Monica Nappo, attrice, regista teatrale e comica italiana
- 1971 - Daniel Oehry, politico liechtensteinese
- 1971 - Luca Ragazzi, regista, sceneggiatore e giornalista italiano
- 1971 - Manfred Schmid, allenatore di calcio e ex calciatore austriaco
- 1971 - Duncan J. Watts, sociologo australiano
- 1971 - Joost van der Westhuizen, rugbista a 15 sudafricano († 2017)
- 1972 - Mustafa Akyol, scrittore e giornalista turco
- 1972 - Robert Churchwell, ex cestista statunitense
- 1972 - Thomas Dahle, allenatore di calcio e ex calciatore norvegese
- 1972 - Roxana Díaz Burgos, attrice e modella venezuelana
- 1972 - Arnar Grétarsson, ex calciatore islandese
- 1972 - Corinna Harney, modella e attrice statunitense
- 1972 - K-os, rapper e cantante canadese
- 1972 - Gianluca Manunza, attore italiano
- 1972 - Ruben Nembhard, ex cestista statunitense
- 1972 - Uroš Pavlovčič, ex sciatore alpino sloveno
- 1972 - Neil Primrose, batterista scozzese
- 1972 - Carlo Sonego, ex giavellottista italiano
- 1972 - Cristina Sánchez, torera spagnola
- 1972 - Jason Vincent, pilota motociclistico britannico
- 1972 - Irada Zeïnalova, giornalista russa
- 1972 - Anton Nikolaevič Škaplerov, cosmonauta russo
- 1973 - Orlando Antigua, ex cestista e allenatore di pallacanestro dominicano
- 1973 - Kimberley Davies, attrice australiana
- 1973 - Mike Dierickx, disc jockey belga
- 1973 - Alessandro Gaucci, dirigente sportivo e imprenditore italiano
- 1973 - Jostein Grindhaug, allenatore di calcio e ex calciatore norvegese
- 1973 - Giorgia Gueglio, cantante italiana
- 1973 - Vladimir Ilic, ex giocatore di football americano e allenatore di football americano tedesco
- 1973 - Oliver Kostić, allenatore di pallacanestro serbo
- 1973 - Anna Macina, politica italiana
- 1973 - Maria Laura Paxia, politica italiana
- 1973 - François Peronnet, allenatore di pallacanestro francese
- 1973 - Elena Pšikova, ex cestista russa
- 1973 - Indrek Saar, attore e politico estone
- 1973 - Lorena Sánchez, ex calciatrice spagnola
- 1973 - Claudiu Târziu, politico romeno
- 1974 - Karim Bagheri, allenatore di calcio e ex calciatore iraniano
- 1974 - Michelle Campbell, ex cestista statunitense
- 1974 - Oliver Caruso, ex sollevatore tedesco
- 1974 - Donatella Conzatti, politica italiana
- 1974 - Fabio Gentile, ex giocatore di football americano e dirigente sportivo italiano
- 1974 - Vera Il'ina, ex tuffatrice russa
- 1974 - Radoslav Kráľ, ex calciatore slovacco
- 1974 - Andrea Meneghin, ex cestista, allenatore di pallacanestro e commentatore televisivo italiano
- 1974 - Amiran Mujiri, ex calciatore georgiano
- 1974 - Maciej Murawski, ex calciatore polacco
- 1974 - Antti Sumiala, ex calciatore finlandese
- 1974 - Fred Testot, attore, comico e cabarettista francese
- 1974 - Wang Xiufen, ex sollevatrice cinese
- 1974 - Ophélie Winter, attrice, cantante e ex modella francese
- 1975 - Gabriel Abratanski, ex cestista uruguaiano
- 1975 - Foster Bastios, ex calciatore ghanese
- 1975 - Michaël Isabey, allenatore di calcio e ex calciatore francese
- 1975 - Ismael Kirui, ex mezzofondista keniota
- 1975 - Brian Littrell, cantautore e musicista statunitense
- 1975 - Carmine Molaro, ex pugile italiano
- 1975 - Piotr Murdzia, scacchista polacco
- 1975 - Rahman Rezaei, ex calciatore iraniano
- 1976 - Saeed Al Kass, ex calciatore emiratino
- 1976 - Johanna Beisteiner, chitarrista austriaca
- 1976 - Gianpaolo Calvarese, ex arbitro di calcio italiano
- 1976 - Sophie Evans, ex attrice pornografica ungherese
- 1976 - Erick Fión, ex calciatore e ex giocatore di calcio a 5 guatemalteco
- 1976 - Ali Latifi, allenatore di calcio e ex calciatore iraniano
- 1976 - Zdravko Lazarov, ex calciatore bulgaro
- 1976 - Marisa Matias, sociologa e politica portoghese
- 1976 - Marek Nikl, ex calciatore ceco
- 1976 - Vasilīs Polymeros, canottiere greco
- 1976 - Enrico Ravaglia, cestista italiano († 1999)
- 1976 - Laurențiu Rebega, politico rumeno
- 1976 - Sebastián Riep, ex calciatore argentino
- 1976 - Jordan River, regista italiano
- 1976 - Yari Silvera, ex calciatore uruguaiano
- 1976 - João Vieira, marciatore portoghese
- 1977 - Mayer Candelo, ex calciatore colombiano
- 1977 - Nicolas Dessum, ex saltatore con gli sci francese
- 1977 - Ed Graham, musicista inglese
- 1977 - Marius Gullerud, calciatore norvegese
- 1977 - Gail Kim, ex wrestler canadese
- 1977 - Bartosz Kizierowski, ex nuotatore polacco
- 1977 - Stephon Marbury, ex cestista e allenatore di pallacanestro statunitense
- 1977 - Chris McIntosh, ex giocatore di football americano statunitense
- 1977 - Eveline Rohregger, ex sciatrice alpina austriaca
- 1977 - Sarah Ryan, ex nuotatrice australiana
- 1977 - Davoud Seyed Abbasi, ex calciatore iraniano
- 1977 - Zoltán Trepák, ex cestista ungherese
- 1977 - Maria Van Kerkhove, medico e funzionaria statunitense
- 1978 - Lauren Ambrose, attrice statunitense
- 1978 - Gordon Doherty, scrittore scozzese
- 1978 - Joël Epalle, ex calciatore camerunese
- 1978 - Roberto Ferri, pittore italiano
- 1978 - Thomas Florschütz, bobbista tedesco
- 1978 - Keisuke Hada, allenatore di calcio e ex calciatore giapponese
- 1978 - Jay Hernandez, attore statunitense
- 1978 - Julia Jentsch, attrice tedesca
- 1978 - Andrea Michelori, ex cestista italiano
- 1978 - Chelsea Peretti, attrice e sceneggiatrice statunitense
- 1978 - Prerana del Nepal, principessa nepalese
- 1978 - Oleksandr Rjabko, danzatore ucraino
- 1978 - Cory Spinks, pugile statunitense
- 1978 - Tony Sun, cantante, attore e conduttore televisivo taiwanese
- 1979 - Francesco De Carlo, comico e conduttore radiofonico italiano
- 1979 - Luigi Marattin, economista e politico italiano
- 1979 - Moussa N'Diaye, ex calciatore senegalese
- 1979 - Jamal Reynolds, ex giocatore di football americano statunitense
- 1979 - Roberto Júlio de Figueiredo, ex calciatore brasiliano
- 1979 - Johan Sandahl, allenatore di calcio svedese
- 1979 - Song Chong-gug, ex calciatore sudcoreano
- 1979 - Nirut Surasiang, allenatore di calcio e ex calciatore thailandese
- 1979 - Michael Zegen, attore statunitense
- 1980 - Arthur Abraham, pugile armeno
- 1980 - Artur Boruc, ex calciatore polacco
- 1980 - Ekrem Celil, ex sollevatore turco
- 1980 - Dušan Đokić, ex calciatore serbo
- 1980 - Jonathan Goodwin, illusionista e stuntman britannico
- 1980 - Imanol Harinordoquy, ex rugbista a 15 francese
- 1980 - Erika Harold, modella statunitense
- 1980 - Natsuko Imamura, scrittrice giapponese
- 1980 - Jorginho Paulista, ex calciatore brasiliano
- 1980 - Salvatore Micillo, politico italiano
- 1980 - Yūichi Nakamura, doppiatore giapponese
- 1980 - Rousimar Palhares, artista marziale misto brasiliano
- 1980 - Guillermo Ariel Pereyra, ex calciatore argentino
- 1980 - Rodrigo Pinto, pallavolista brasiliano
- 1980 - Anne Poleska, ex nuotatrice tedesca
- 1980 - Luis Gabriel Rey, ex calciatore colombiano
- 1980 - Rodo Sayagues, sceneggiatore, produttore cinematografico e attore uruguaiano
- 1980 - Bram Som, mezzofondista olandese
- 1980 - Jevhenija Tymošenko, imprenditrice e attivista ucraina
- 1980 - Sergej Zuev, allenatore di calcio a 5 e ex giocatore di calcio a 5 russo
- 1980 - Pavel Šnobel, ex tennista ceco
- 1981 - Daniele Casadei, cestista italiano
- 1981 - Majandra Delfino, attrice e cantante statunitense
- 1981 - Giovanni Favia, politico italiano
- 1981 - Elisabeth Görgl, ex sciatrice alpina austriaca
- 1981 - Jovan Harris, ex cestista statunitense
- 1981 - Tony Hibbert, ex calciatore inglese
- 1981 - Moisés Hurtado, ex calciatore spagnolo
- 1981 - Fred Jackson, ex giocatore di football americano statunitense
- 1981 - Adrian Lamo, informatico statunitense († 2018)
- 1981 - Franklin Lucena, ex calciatore venezuelano
- 1981 - Roberto Meloni, judoka italiano
- 1981 - Crocefisso Miglietta, calciatore italiano
- 1981 - Agnieszka Nagay, tiratrice a segno polacca
- 1981 - Akona Ndungane, rugbista a 15 sudafricano
- 1981 - Odwa Ndungane, rugbista a 15 sudafricano
- 1981 - Alessia Patacconi, annunciatrice televisiva e attrice italiana
- 1981 - Nicolas Penneteau, ex calciatore francese
- 1981 - Jocko Sims, attore e produttore cinematografico statunitense
- 1981 - Marestella Sunang, lunghista filippina
- 1981 - Chris Thile, musicista statunitense
- 1982 - Chen Xiaoli, ex cestista cinese
- 1982 - Terry Dunfield, allenatore di calcio e ex calciatore canadese
- 1982 - Felo Feoto, calciatore, giocatore di calcio a 5 e giocatore di badminton tuvaluano
- 1982 - Monica Gamba, ex calciatrice italiana
- 1982 - Abel Gómez Moreno, allenatore di calcio e ex calciatore spagnolo
- 1982 - Osita Iheme, attore nigeriano
- 1982 - Ryōsei Konishi, attore e personaggio televisivo giapponese
- 1982 - Josef Laštovka, calciatore ceco
- 1982 - Rawle Marshall, ex cestista guyanese
- 1982 - Ofentse Mogawane, velocista sudafricano
- 1982 - Walter Vílchez, allenatore di calcio e ex calciatore peruviano
- 1982 - Gerard Zaragoza, allenatore di calcio e dirigente sportivo spagnolo
- 1983 - Joakim Austnes, allenatore di calcio, calciatore e ex giocatore di calcio a 5 norvegese
- 1983 - Faris Efendić, ex calciatore bosniaco
- 1983 - Jeremy Foley, attore statunitense
- 1983 - Emad Meteab, ex calciatore egiziano
- 1983 - Rino Moretta, calciatore francese
- 1983 - Jessie Mueller, attrice e cantante statunitense
- 1983 - Alfred Osmani, allenatore di calcio e ex calciatore albanese
- 1983 - Fredrik Persson, ex calciatore svedese
- 1983 - Jorge Pina Roldán, ex calciatore spagnolo
- 1983 - Nicolás Spolli, ex calciatore argentino
- 1983 - Justin Verlander, giocatore di baseball statunitense
- 1983 - Bronson Webb, attore britannico
- 1984 - Abdelatif Al-Bahdari, calciatore palestinese
- 1984 - Martin Bergvold, ex calciatore danese
- 1984 - Rachid Bouaouzan, ex calciatore olandese
- 1984 - Riccardo Chiarini, mountain biker e ex ciclista su strada italiano
- 1984 - Cristiana Frixione, modella nicaraguense
- 1984 - Paolo Galbiati, allenatore di pallacanestro italiano
- 1984 - Keisuke Koide, attore giapponese
- 1984 - Ines Kresović, ex cestista serba
- 1984 - Pat Lee, giocatore di football americano statunitense
- 1984 - Ben Lovejoy, ex hockeista su ghiaccio statunitense
- 1984 - Brian McCann, ex giocatore di baseball statunitense
- 1984 - Tim Means, artista marziale misto statunitense
- 1984 - Trevor Noah, conduttore televisivo, attore e comico sudafricano
- 1984 - Chidi Onyemah, ex calciatore nigeriano
- 1984 - Park Ju-sung, calciatore sudcoreano
- 1984 - Dario Spada, conduttore radiofonico italiano
- 1984 - Leonardo Tavares, ex tennista portoghese
- 1984 - Tamás Vaskó, ex calciatore ungherese
- 1984 - Elisa Zizioli, dirigente sportiva e ex calciatrice italiana
- 1985 - Petter Andersson, ex calciatore svedese
- 1985 - Ihor Jaroslavovyč Chudob"jak, calciatore ucraino
- 1985 - Killian Dain, wrestler britannico
- 1985 - Sergio Festa, ex hockeista su pista e allenatore di hockey su pista italiano
- 1985 - Michele Franco, dirigente sportivo e ex calciatore italiano
- 1985 - Alex King, ex cestista tedesco
- 1985 - Kamel Larbi, calciatore algerino
- 1985 - Pascal Maier, ex giocatore di football americano e allenatore di football americano tedesco
- 1985 - Mario Nowak, ex giocatore di football americano e allenatore di football americano tedesco
- 1985 - Alan O'Brien, ex calciatore irlandese
- 1985 - Michael Oliver, arbitro di calcio britannico
- 1985 - Jake Richardson, attore statunitense
- 1985 - Martin Toft Madsen, ciclista su strada danese
- 1985 - Julia Volkova, cantante e attrice russa
- 1986 - Rasmus Andresen, politico tedesco
- 1986 - Agnieszka Bednarek, ex pallavolista polacca
- 1986 - Ignacio Canuto, ex calciatore argentino
- 1986 - Salome Clausen, cantante svizzera
- 1986 - Lukáš Diviš, pallavolista slovacco
- 1986 - Danījal Gadžīev, lottatore kazako
- 1986 - Ola Hobber Nilsen, arbitro di calcio norvegese
- 1986 - Ramadan Agab, calciatore sudanese
- 1986 - Kaina Martinez, ex velocista beliziana
- 1986 - Tobias Nilsson, ex calciatore svedese
- 1986 - Nick Plastino, ex hockeista su ghiaccio canadese
- 1986 - Pema Rinchen, calciatore bhutanese
- 1986 - Matthew Rusike, ex calciatore zimbabwese
- 1986 - Marco Salvatore, ex calciatore austriaco
- 1986 - Petr Tomašák, calciatore ceco
- 1986 - Benjamin Totori, calciatore salomonese
- 1986 - Rika Usami, karateka giapponese
- 1987 - Reem Abdullah, attrice saudita
- 1987 - Erol Bilgin, sollevatore turco
- 1987 - Tomislav Božić, calciatore croato
- 1987 - Estrella Cabeza Candela, tennista spagnola
- 1987 - Eilidh Doyle, ostacolista e velocista britannica
- 1987 - Guillaume Faivre, ex calciatore svizzero
- 1987 - Zuriñe Gil García, ex calciatrice spagnola
- 1987 - Jay Hayden, attore statunitense
- 1987 - James Johnson, cestista statunitense
- 1987 - Neven Marković, ex calciatore serbo
- 1987 - Kyle McFadzean, calciatore inglese
- 1987 - Valerio Menon, musicista e artigiano italiano
- 1987 - Lene Mykjåland, ex calciatrice norvegese
- 1987 - Mátyás Pásztor, pallanuotista ungherese
- 1987 - Daniella Pineda, attrice statunitense
- 1987 - Matt Simons, cantautore statunitense
- 1987 - Jan Šimůnek, calciatore ceco
- 1987 - Tim Sparv, ex calciatore finlandese
- 1987 - Mehdi Taghavi, lottatore iraniano
- 1987 - Miles Teller, attore statunitense
- 1987 - Patrick Tischler, ex calciatore austriaco
- 1987 - Vũ Tú, scultore vietnamita
- 1988 - Mathieu Bélie, rugbista a 15 spagnolo
- 1988 - Moreno Costanzo, ex calciatore svizzero
- 1988 - Vladimir Dubov, lottatore bulgaro
- 1988 - Ronald Eguino, calciatore boliviano
- 1988 - Mbilla Etame, ex calciatore camerunese
- 1988 - Jakub Holuša, mezzofondista e siepista ceco
- 1988 - Little Jinder, cantante, cantautrice e produttrice discografica svedese
- 1988 - Adlan Kacaev, ex calciatore russo
- 1988 - Ivan Kelava, ex calciatore croato
- 1988 - Ki Bo-bae, arciera sudcoreana
- 1988 - Ruben Kristiansen, calciatore e ex giocatore di calcio a 5 norvegese
- 1988 - Gabriela Markus, modella brasiliana
- 1988 - Ona Meseguer, pallanuotista spagnola
- 1988 - Ricky Modeste, calciatore inglese
- 1988 - Kealoha Pilares, giocatore di football americano statunitense
- 1988 - Daniel Popescu, ex calciatore rumeno
- 1988 - Rihanna, cantante, modella e attrice barbadiana
- 1988 - Jiah Khan, attrice indiana († 2013)
- 1988 - Kurt Roberts, pesista statunitense
- 1988 - Tracy Spiridakos, attrice canadese
- 1988 - Hervé Tchami, ex calciatore camerunese
- 1988 - Krste Velkoski, calciatore macedone
- 1989 - Geovane, calciatore brasiliano
- 1989 - Ashley Benson, pallavolista statunitense
- 1989 - Ștefan Blănaru, calciatore rumeno
- 1989 - Nate Bussey, giocatore di football americano statunitense
- 1989 - Chris DiDomenico, hockeista su ghiaccio canadese
- 1989 - Jack Falahee, attore e musicista statunitense
- 1989 - Moussa Gueye, ex calciatore senegalese
- 1989 - Rod Issac, giocatore di football americano statunitense
- 1989 - Andrij Jakovljev, calciatore ucraino
- 1989 - Žygimantas Janavičius, allenatore di pallacanestro e ex cestista lituano
- 1989 - Luis Jerez, calciatore argentino
- 1989 - Melanie Leishman, attrice canadese
- 1989 - Jaroslav Martynjuk, calciatore ucraino
- 1989 - Ricardo Ratliffe, cestista statunitense
- 1989 - Stefan Stojačić, cestista serbo
- 1989 - Enrico Valentini, calciatore tedesco
- 1989 - Victor da Silva Medeiros, ex calciatore brasiliano
- 1989 - Iga Wyrwal, modella e attrice polacca
- 1989 - Zhang Yangyang, canottiera cinese
- 1989 - Anselmo de Moraes, calciatore brasiliano
- 1990 - Alexander Bannink, calciatore olandese
- 1990 - Vítor Alves Benite, cestista brasiliano
- 1990 - Abdoul Camara, ex calciatore guineano
- 1990 - Markus Dürager, ex sciatore alpino austriaco
- 1990 - Fabrício Silva Dornellas, calciatore brasiliano
- 1990 - Ciro Immobile, calciatore italiano
- 1990 - Michalīs Manias, calciatore greco
- 1990 - Anjli Mohindra, attrice britannica
- 1990 - Andrés Mosquera Guardia, calciatore colombiano
- 1990 - Abdelatif Noussir, ex calciatore marocchino
- 1990 - Jonas Wohlfarth-Bottermann, cestista tedesco
- 1990 - Selim Yaşar, lottatore russo
- 1991 - Khalifa Abdullah, calciatore emiratino
- 1991 - Abraham Cabrera, calciatore boliviano
- 1991 - David Davis, calciatore inglese
- 1991 - Hidilyn Diaz, sollevatrice filippina
- 1991 - Aleksander Douglas de Faria, ex calciatore brasiliano
- 1991 - Noussair El Maimouni, calciatore marocchino
- 1991 - Andrew Gemmell, nuotatore statunitense
- 1991 - Robert Gucher, calciatore austriaco
- 1991 - Renato Ibarra, calciatore ecuadoriano
- 1991 - Alexandru Lazăr, calciatore rumeno
- 1991 - Adalberto Lombardo, attore, produttore cinematografico e regista italiano
- 1991 - Amani Makoe, calciatore figiano
- 1991 - Denis Markaj, calciatore kosovaro
- 1991 - Branko Mihajlović, ex calciatore serbo
- 1991 - Peniel Mlapa, calciatore togolese
- 1991 - Wilson Morante, calciatore ecuadoriano
- 1991 - Ashleigh Nelson, velocista britannica
- 1991 - Antonio Pedroza, ex calciatore inglese
- 1991 - Jocelyn Rae, ex tennista britannica
- 1991 - Sally Rooney, scrittrice, poetessa e saggista irlandese
- 1991 - Maksym Sandul, cestista ucraino
- 1991 - Valerija Savinych, tennista russa
- 1991 - Tamás Takács, calciatore ungherese
- 1992 - Nastassja Burnett, ex tennista e conduttrice televisiva italiana
- 1992 - Alexandre Coeff, calciatore francese
- 1992 - Lawson Craddock, ex ciclista su strada statunitense
- 1992 - Thomas Drage, calciatore norvegese
- 1992 - Constance Gay, attrice francese
- 1992 - Jordan Hooper, cestista statunitense
- 1992 - Giorgi Iluridze, ex calciatore georgiano
- 1992 - Mateusz Kupczak, calciatore polacco
- 1992 - Simon Laugsand, giocatore di calcio a 5 e calciatore norvegese
- 1992 - Tricia Liston, ex cestista statunitense
- 1992 - Giuseppe Micoli, giocatore di calcio a 5 italiano
- 1992 - Philipp Neumann, ex cestista tedesco
- 1992 - Ray Nicholson, attore statunitense
- 1992 - Aaron Appindangoyé, calciatore gabonese
- 1992 - Grégoire Puel, ex calciatore francese
- 1992 - Nick Saracino, hockeista su ghiaccio statunitense
- 1992 - Mikalaj Sihnevič, calciatore bielorusso
- 1992 - Juary Soares, calciatore guineense
- 1992 - Lindsey Sporrer, attrice statunitense
- 1992 - Steven Séance, calciatore francese
- 1992 - Kevin Thalien, cestista francese
- 1992 - Fernando Viana, calciatore brasiliano
- 1992 - Pauliina Vilponen, ex pallavolista finlandese
- 1992 - Blaž Vrhovec, ex calciatore sloveno
- 1992 - Lukas Weißhaidinger, discobolo e pesista austriaco
- 1992 - Adi Yussuf, calciatore tanzaniano
- 1993 - Samuel Alazar, calciatore eritreo
- 1993 - Austin Amutu, calciatore nigeriano
- 1993 - Žiga Dimec, cestista sloveno
- 1993 - Abdelkabir El Ouadi, calciatore marocchino
- 1993 - Mehdi Fennouche, ex calciatore francese
- 1993 - Dominik Fischnaller, slittinista italiano
- 1993 - Lucas Gaday, ciclista su strada argentino
- 1993 - Juanma García, calciatore spagnolo
- 1993 - Fausto Grillo, calciatore argentino
- 1993 - Mattias Håkansson, calciatore svedese
- 1993 - Oliver Hegi, ginnasta svizzero
- 1993 - Niklas Kreuzer, calciatore tedesco
- 1993 - Mikey Lopez, calciatore statunitense
- 1993 - Mauricio Martínez, calciatore argentino
- 1993 - Ljudmyla Oljanovs'ka, marciatrice ucraina
- 1993 - Hamilton Piedra, calciatore ecuadoriano
- 1993 - Pere Pons, calciatore spagnolo
- 1993 - Jurickson Profar, giocatore di baseball olandese
- 1993 - Jayesh Rane, calciatore indiano
- 1993 - Bruno Vides, calciatore argentino
- 1993 - Erika Vikman, cantante finlandese
- 1994 - Gabriele Auber, tuffatore italiano
- 1994 - Kateryna Baindl, tennista ucraina
- 1994 - Stephanie Brunner, sciatrice alpina austriaca
- 1994 - Zakaria Draoui, calciatore algerino
- 1994 - Joud Fahmy, judoka saudita
- 1994 - Sofia Henriksson, fondista svedese
- 1994 - Avry Holmes, cestista statunitense
- 1994 - Elvis Kabashi, calciatore albanese
- 1994 - Brigid Kosgei, maratoneta keniota
- 1994 - Aljaž Krefl, calciatore sloveno
- 1994 - Giorgia Lo Bue, canottiera e medica italiana
- 1994 - Imants Marcinkēvičs, slittinista lettone
- 1994 - Davide Marsura, calciatore italiano
- 1994 - Nik'a Sandokhadze, calciatore georgiano
- 1994 - Luis Severino, giocatore di baseball dominicano
- 1994 - Ilaria Spirito, pallavolista italiana
- 1994 - Djibril Zidnaba, calciatore burkinabé
- 1994 - Berïk Şaïxov, calciatore kazako
- 1995 - Daniel Avramovski, calciatore macedone
- 1995 - Giacomo Azzoni, giocatore di calcio a 5 italiano
- 1995 - Vegard Bergan, calciatore norvegese
- 1995 - Lorenzo Bugli, politico sammarinese
- 1995 - Milana Dadaševa, lottatrice russa
- 1995 - Dee Delaney, giocatore di football americano statunitense
- 1995 - Ashraf Amgad El-Seify, martellista egiziano
- 1995 - Nafia Kuş, taekwondoka turca
- 1995 - Taku Lee, giocatore di football americano giapponese
- 1995 - Kire Markoski, calciatore macedone
- 1995 - Simon Maurberger, sciatore alpino italiano
- 1995 - Franco Negri, calciatore argentino
- 1995 - Elinor Purrier St. Pierre, mezzofondista statunitense
- 1995 - Artëm Simonjan, calciatore russo
- 1995 - Ionuț Vînă, calciatore rumeno
- 1996 - Prisca Awiti Alcaraz, judoka messicana
- 1996 - Rui Costa, calciatore portoghese
- 1996 - Olivier Kingue, calciatore camerunese
- 1996 - Nastassja Kirylava, fondista russa
- 1996 - Igor' Leščuk, calciatore russo
- 1996 - Dylan Mboumbouni, calciatore centrafricano
- 1996 - Mabel, cantante britannica
- 1996 - Lorenzo Montipò, calciatore italiano
- 1996 - Ri Hyon-ju, tuffatore nordcoreano
- 1996 - Emma Rose, attrice pornografica statunitense
- 1996 - Kei Saitō, pattinatore di short track giapponese
- 1996 - Prince Saydee, calciatore liberiano
- 1996 - Maria Sánchez, calciatrice messicana
- 1997 - Jesús Ricardo Angulo, calciatore messicano
- 1997 - Shannon Bogues, cestista statunitense
- 1997 - Mohamed Darwish, calciatore palestinese
- 1997 - Berkan Durmaz, cestista turco
- 1997 - Ismael Govea, calciatore messicano
- 1997 - Marlena Karwacka, pistard polacca
- 1997 - Mansoor Khan, calciatore pakistano
- 1997 - Sturla Holm Lægreid, biatleta norvegese
- 1997 - Vanja Milinković-Savić, calciatore serbo
- 1997 - Sam Mulligan, ex sciatore alpino canadese
- 1997 - Mauro Osores, calciatore argentino
- 1997 - Nicolás Silva, calciatore uruguaiano
- 1997 - Sammy Skytte, calciatore danese
- 1997 - Jorge de Frutos, calciatore spagnolo
- 1997 - Dar"ja Čul'cova, giornalista bielorussa
- 1998 - Denis Adamov, calciatore russo
- 1998 - Emam Ashour, calciatore egiziano
- 1998 - Ben Bredeson, giocatore di football americano statunitense
- 1998 - Elisa Cinti, calciatrice italiana
- 1998 - Mohammed Dauda, calciatore ghanese
- 1998 - Kyla Graham, slittinista canadese
- 1998 - Aron Kifle, mezzofondista eritreo
- 1998 - Clarence Munyai, velocista sudafricano
- 1998 - Luizão, calciatore brasiliano
- 1998 - Mariano Peralta Bauer, calciatore argentino
- 1998 - Matthias Verreth, calciatore belga
- 1998 - Richard Wartmann, giocatore di football americano svizzero
- 1999 - Tadeo Allende, calciatore argentino
- 1999 - Luck Ra, cantante argentino
- 1999 - Maximiliano Centurión, calciatore argentino
- 1999 - Cooper Cornelius, sciatore alpino statunitense
- 1999 - Jarrett Culver, cestista statunitense
- 1999 - Danilo Djuricic, cestista canadese
- 1999 - Jenni Jaakkola, cantante finlandese
- 1999 - Isaac Kipsang, mezzofondista keniota
- 1999 - Paulo Estrela, calciatore portoghese
- 1999 - Muhamed Tehe Olawale, calciatore ivoriano
- 1999 - Reyhaneh Parsa, attrice iraniana
- 1999 - Matteo Rover, calciatore italiano
- 1999 - Olivier Sarr, cestista francese
- 1999 - Sarpreet Singh, calciatore neozelandese
- 1999 - Juan Viacava, calciatore uruguaiano
- 1999 - Daniel Zolghadri, attore statunitense
- 1999 - Lea van Acken, attrice tedesca
- 2000 - Andrea Cambiaso, calciatore italiano
- 2000 - Pastor, calciatore brasiliano
- 2000 - George Jackson, pistard e ciclista su strada neozelandese
- 2000 - Dennis Jastrzembski, calciatore tedesco
- 2000 - Kristóf Milák, nuotatore ungherese
- 2000 - Dylan Pierias, calciatore australiano
- 2000 - Josh Sargent, calciatore statunitense

## XXI secolo(46)
- 2001 - Rodrigo Marín, calciatore uruguaiano
- 2001 - Marco Moreno, calciatore spagnolo
- 2001 - Ren Qian, tuffatrice cinese
- 2001 - Martín Satriano, calciatore uruguaiano
- 2001 - Craig Woodson, giocatore di football americano statunitense
- 2002 - Jassem Gaber, calciatore qatariota
- 2002 - Gavin Bazunu, calciatore irlandese
- 2002 - Thomas Bortoli, pallamanista italiano
- 2002 - Yuriel Celi, calciatore peruviano
- 2002 - Vigori Gbe, calciatore ivoriano
- 2002 - Daniel González Orellana, calciatore cileno
- 2002 - Gabriel Kobylak, calciatore polacco
- 2002 - Sakura Motoki, lottatrice giapponese
- 2002 - Lorenzo Pirola, calciatore italiano
- 2002 - Yeo Seo-jeong, ginnasta sudcoreana
- 2002 - Isaac TeSlaa, giocatore di football americano statunitense
- 2002 - Boris Tišma, cestista croato
- 2003 - Yannick Agnero, calciatore ivoriano
- 2003 - Amane Romeo, calciatore ivoriano
- 2003 - Marvin Elimbi, calciatore francese
- 2003 - Clever Ferreira, calciatore paraguaiano
- 2003 - William Gao, attore britannico
- 2003 - Joao Grimaldo, calciatore peruviano
- 2003 - David Herold, calciatore tedesco
- 2003 - Caterina Logoh, cestista italiana
- 2003 - Antonia Niedermaier, ciclista su strada e ex fondista tedesca
- 2003 - Olivia Rodrigo, cantautrice e attrice statunitense
- 2003 - Sophia Zitzmann, sciatrice alpina tedesca
- 2003 - Tomás Ángel, calciatore colombiano
- 2004 - Álex Calvo, calciatore spagnolo
- 2004 - Juan Cardozo, calciatore paraguaiano
- 2004 - Jared McCain, cestista statunitense
- 2004 - Vinicinho, calciatore brasiliano
- 2004 - Danny Murphy, attore britannico
- 2004 - Ime Okon, calciatore sudafricano
- 2004 - Élan Ricardo, calciatore colombiano
- 2004 - Mateja Stjepanović, calciatore serbo
- 2004 - Imaobong Nse Uko, velocista nigeriana
- 2005 - Breno Bidon, calciatore brasiliano
- 2005 - Pietro Comuzzo, calciatore italiano
- 2005 - Joel Godoy, calciatore argentino
- 2005 - Dania Nugroho, giocatrice di badminton australiana
- 2006 - Cole Campbell, calciatore statunitense
- 2006 - Jhoan Hernández, calciatore colombiano
- 2006 - Rooney Troya, calciatore ecuadoriano
- 2007 - Tereza Valentová, tennista ceca